# Mosborn
Mosborn ist der kleinste Ortsteil der Gemeinde Flörsbachtal im osthessischen Main-Kinzig-Kreis. Die anderen sind  Flörsbach, Kempfenbrunn und Lohrhaupten.

## Geografische Lage
Das Dorf liegt im Spessart, 460 m über NHN, 13,5 km südlich von Bad Orb, von Wald umgeben, aber in der Nähe der Rodung Bergfeld. An der naheliegenden Erkelshöhe (517 m) verläuft die Landesgrenze zu Bayern. Im Norden befindet sich der Hirschberg (535 m). Durch das Dorf führt die Kreisstraße 889 und der Fränkische Marienweg.

## Geschichte
Mosborn wurde 1766 auf einer gerodeten Waldfläche mit 8 Höfen gegründet. Es gehörte zum Amt Lohrhaupten der Grafschaft Hanau-Münzenberg, die seit 1736 faktisch zur Landgrafschaft Hessen-Kassel gehörte. 1821 kam es in der ehemaligen, nun „Kurfürstentum Hessen“ genannten Landgrafschaft, zu einer grundlegenden Verwaltungsreform. Das Amt Lohrhaupten – und damit auch Mosborn – gehörte zu dem neu gebildeten Kreis Gelnhausen.
Im Zuge der Gebietsreform in Hessen bildete Mosborn zusammen mit den Gemeinde Kempfenbrunn und Flörsbach am 1. April 1972 die neue Gemeinde Flörsbachtal. Der Landkreis Gelnhausen ging 1974 im neu gebildeten Main-Kinzig-Kreis auf. Ortsbezirke wurden nicht gebildet.

### Einwohnerentwicklung
Quelle: Historisches Ortslexikon
- 1766:  8 Hausstätten

| Mosborn: Einwohnerzahlen von 1834 bis 2021 | Mosborn: Einwohnerzahlen von 1834 bis 2021 | Mosborn: Einwohnerzahlen von 1834 bis 2021 | Mosborn: Einwohnerzahlen von 1834 bis 2021 | Mosborn: Einwohnerzahlen von 1834 bis 2021 |
| --- | ------------------------------------------ | ------------------------------------------ | ------------------------------------------ | ------------------------------------------ |
| Jahr |                                            |                                            |                                            | Einwohner                                  |
| 1834 | 1834                                       |                                            | 67                                         | 67                                         |
| 1840 | 1840                                       |                                            | 69                                         | 69                                         |
| 1846 | 1846                                       |                                            | 69                                         | 69                                         |
| 1852 | 1852                                       |                                            | 57                                         | 57                                         |
| 1858 | 1858                                       |                                            | 63                                         | 63                                         |
| 1864 | 1864                                       |                                            | 64                                         | 64                                         |
| 1871 | 1871                                       |                                            | 75                                         | 75                                         |
| 1875 | 1875                                       |                                            | 71                                         | 71                                         |
| 1885 | 1885                                       |                                            | 78                                         | 78                                         |
| 1895 | 1895                                       |                                            | 75                                         | 75                                         |
| 1905 | 1905                                       |                                            | 70                                         | 70                                         |
| 1910 | 1910                                       |                                            | 65                                         | 65                                         |
| 1925 | 1925                                       |                                            | 67                                         | 67                                         |
| 1939 | 1939                                       |                                            | 64                                         | 64                                         |
| 1946 | 1946                                       |                                            | 108                                        | 108                                        |
| 1950 | 1950                                       |                                            | 95                                         | 95                                         |
| 1956 | 1956                                       |                                            | 74                                         | 74                                         |
| 1961 | 1961                                       |                                            | 77                                         | 77                                         |
| 1967 | 1967                                       |                                            | 67                                         | 67                                         |
| 1970 | 1970                                       |                                            | 65                                         | 65                                         |
| 2008 | 2008                                       |                                            | 76                                         | 76                                         |
| 2011 | 2011                                       |                                            | 76                                         | 76                                         |
| 2013 | 2013                                       |                                            | 64                                         | 64                                         |
| 2017 | 2017                                       |                                            | 62                                         | 62                                         |
| 2021 | 2021                                       |                                            | 70                                         | 70                                         |
| Datenquelle: Historisches Gemeindeverzeichnis für Hessen: Die Bevölkerung der Gemeinden 1834 bis 1967. Wiesbaden: Hessisches Statistisches Landesamt, 1968. Weitere Quellen: ; Gemeinde Flörsbachtal |                                            |                                            |                                            |                                            |

### Religionszugehörigkeit
Quelle: Historisches Ortslexikon
| • 1885: | 72 evangelische (= 92,31 %), 6 katholische (= 7,69 %) Einwohner   |
| • 1961: | 61 evangelische (= 79,22 %), 15 katholische (= 19,48 %) Einwohner |

Kirchlich ist der Ort nach Kempfenbrunn eingepfarrt.

## Kulturdenkmäler
Siehe: Liste der Kulturdenkmäler in Flörsbachtal-Mosborn